# Unione civile in Svizzera
     Matrimonio omosessuale
     Unioni civili
     Riconoscimento delle convivenze
     Nessun riconoscimento o dati non disponibili
     Matrimonio omosessuale proibito

Mappa che mostra la situazione delle unioni omosessuali in Europa.
Matrimonio omosessuale
Unioni civili
Riconoscimento delle convivenze
Nessun riconoscimento o dati non disponibili
Matrimonio omosessuale proibito

La Svizzera permette l'unione civile tra persone dello stesso sesso, con la Legge federale del 18 giugno 2004 sull'unione domestica registrata di coppie omosessuali. Nel referendum nazionale del 5 giugno 2005 indetto contro la suddetta legge, il 58% degli svizzeri si è pronunciato a favore delle unioni civili, garantendo alle coppie dello stesso sesso gli stessi diritti e le stesse protezioni riconosciute alle coppie eterosessuali, eccetto l'adozione di bambini e la fecondazione in vitro.
In termini dello stato di parenti prossimi, imposte, previdenza sociale, assicurazione, e il possesso comune di un alloggio, alle coppie dello stesso sesso vengono concessi gli stessi diritti delle coppie sposate. Il titolo ufficiale dell'unione di persone dello stesso sesso è "Eingetragene Partnerschaft" in tedesco, "Partenariat enregistré" in francese, e "Unione domestica registrata" in italiano. La legge è stata approvata dal Consiglio nazionale, 111 a 72, il 3 dicembre 2003 e dal Consiglio degli Stati il 3 giugno 2004, con delle minori modifiche. Il Consiglio Nazionale l'ha approvato nuovamene il 10 giugno, ma i conservatori dell'Unione Democratica Federale raccolsero le firme per indire un referendum. La legge prese effetto il 1º gennaio, 2007.
Il matrimonio fra persone dello stesso sesso avvenuto fuori dalla Svizzera viene riconosciuto nel paese come unione civile. La Svizzera è stata la prima nazione al mondo ad approvare la legge sull'unione di persone dello stesso sesso tramite un referendum.

## L'unione civile nell'ordinamento svizzero
La Svizzera conosce due tipi di unione: quella tradizionale tra uomo e donna, regolata dagli articoli 159 e seguenti del codice civile svizzero, e quella regolata dalla Legge federale sull'unione domestica di coppie omosessuali del 18 giugno 2004 (LUD), che detta una disciplina speciale per le unioni registrate tra persone dello stesso sesso, definite persone in unione domestica registrata (LUD(.
La LUD ha introdotto una serie di modifiche al codice civile svizzero, in virtù delle quali il partner registrato viene considerato quasi completamente alla stregua di un coniuge.
Il partner, così come il coniuge, è obbligato al mantenimento dell'altro (articolo 328 comma 2 CCS); il partner ha gli stessi identici diritti del coniuge alla successione dell'altro, sia in caso di successione per legge (articolo 462 CCS), sia in caso di successione testamentaria quale legittimario (articoli 470 e 471 CCS), sia per il diritto di attribuzione in conto quota ereditaria, in proprietà, usufrutto o abitazione a seconda dei casi, della casa o appartamento in cui vivevano i partner e delle relative suppellettili domestiche che rientrino nell'eredità (il tutto regolato, anche per le eccezioni, dall'articolo 612a CCS).
Inoltre, ai sensi dell'articolo 11 comma 3 della Legge sul diritto fondiario rurale, “Se l'azienda agricola è attribuita a un erede che non sia il coniuge superstite, questi può chiedere, ove le circostanze lo consentano, l'attribuzione di un usufrutto su un'abitazione o un diritto d'abitazione, imputandoli sui suoi diritti. I coniugi possono modificare o escludere tale diritto mediante contratto concluso per atto pubblico”. Tale disposizione si applica anche al partner registrato in base all'articolo 10a legge stessa, che stabilisce che le disposizioni sul diritto fondiario rurale “concernenti i coniugi e l'abitazione familiare si applicano per analogia ai partner registrati.”
La LUD prevede un regime patrimoniale sostanzialmente corrispondente a una separazione dei beni (articolo 18: “1. Ciascun partner dispone dei suoi beni. 2. Ciascun partner risponde dei suoi debiti con i suoi beni”); salvo l'adozione del criterio di ripartizione proprio del regime di partecipazione agli acquisti (regime patrimoniale coniugale legale secondo il diritto svizzero, riguardante però solo i coniugi propriamente detti) da convenire facoltativamente, per il caso in cui l'unione sia sciolta, nelle forme e con i limiti dell'articolo 25.
Perché si possa contrarre un'unione domestica registrata, occorre “provare di non essere già vincolati da un'unione domestica registrata o coniugati” (articolo 4 comma 2 LUD), e “Chi è vincolato da un'unione domestica registrata non può contrarre matrimonio” (articolo 26 LUD).

## Leggi cantonali
Dal 2001, il Canton Ginevra ha avuto una legge a livello cantonale, "Unione Civile" (in inglese:Registered Partnership) o "PACS" (PAtto CIvile di Solidarietà). La legge garantisce la convivenza delle coppie non sposate, dello stesso sesso o del sesso opposto, dando loro molti diritti, responsabilità e protezione che hanno le coppie sposate. Tuttavia, la legge non dà i benefici sulle imposte, previdenza sociale, o i premi sull'assicurazione sulla salute (a differenza della legge federale). L'origine dei PACS si trova nella legge francese con lo stesso nome... Dal febbraio 2005, 215 coppie dello stesso sesso e 54 coppie del sesso opposto hanno beneficiato dei vantaggi della legge, mentre 19 coppie hanno messo fine alla loro unione.
Il 22 settembre 2002, il Canton Zurigo ha approvato una legge di unione delle persone dello stesso sesso tramite un referendum che va oltre alla legge di Ginevra, ma richiede che le coppie vivano insieme da sei mesi prima della loro registrazione.
Nel luglio 2004, il Canton Neuchâtel ha approvato una legge sul riconoscimento delle coppie non sposate. Dal febbraio del 2005, 35 persone del sesso opposto e 21 persone dello stesso sesso hanno beneficiato della legge.

## Matrimonio tra persone dello stesso sesso
In Svizzera sono iniziate le discussioni a favore del matrimonio tra persone dello stesso sesso, e alcuni politici dal Partito Socialista Svizzero, il Partito Ecologista Svizzero e il Partito Liberale Radicale ne sono a favore.
I verdi sostengono il matrimonio tra persone dello stesso sesso, secondo il loro manifesto elettorale del 2007.

Dal 26 settembre 2021 il matrimonio egualitario è legge.